# June Hanson

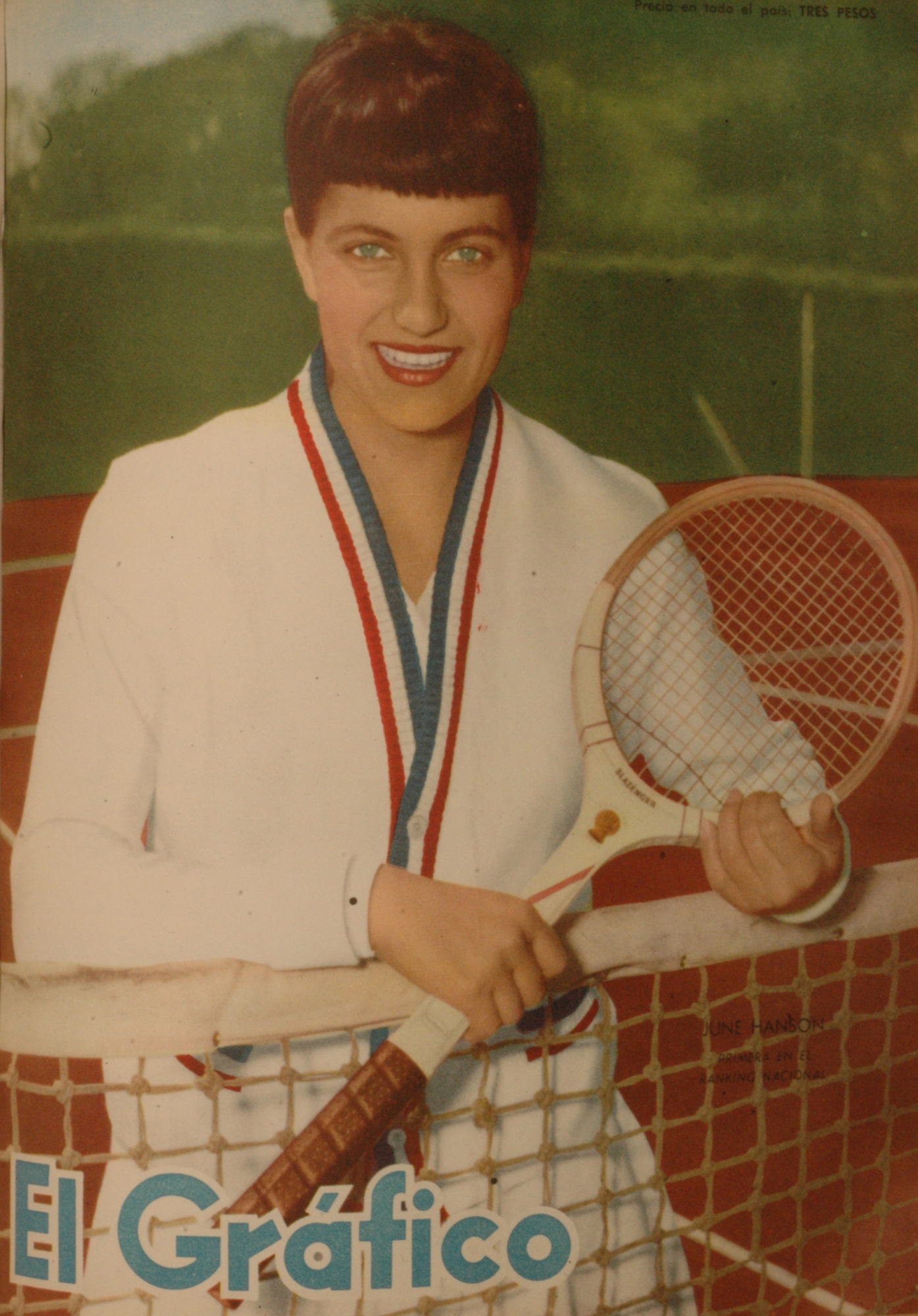
June Hanson en la tapa de la revista El Gráfico del 22 de noviembre de 1957, edición número 1993.

June Hanson fue una tenista argentina que llegó a ser la número uno de su país en 1954 y 1957. Surgió del Gazcón Lawn Tennis Club, un histórico club de Banfield.
Fue tres veces campeona del Campeonato del Río de la Plata. Lo ganó en 1954 (derrotó a Nora Bonifacino de Somoza 6-1, 9-7), en 1956 a Viola Livetti (6-1,6-3) y en 1959 a Norma Baylon (6-3, 2-6 y 6-3).
Participó y ganó en torneos mixtos junto a Horacio Billoch Caride.
En 1987, en una carta que Norma Baylon le escribió a una joven Gabriela Sabatini, mencionó a June Hanson como una de las grandes campeonas que habían precedido a Sabatini.